# Glyptothea kuehbandneri
Glyptothea kuehbandneri är en skalbaggsart som beskrevs av Miksic 1984. Glyptothea kuehbandneri ingår i släktet Glyptothea och familjen Cetoniidae. Inga underarter finns listade i Catalogue of Life.